# Borja Cobeaga

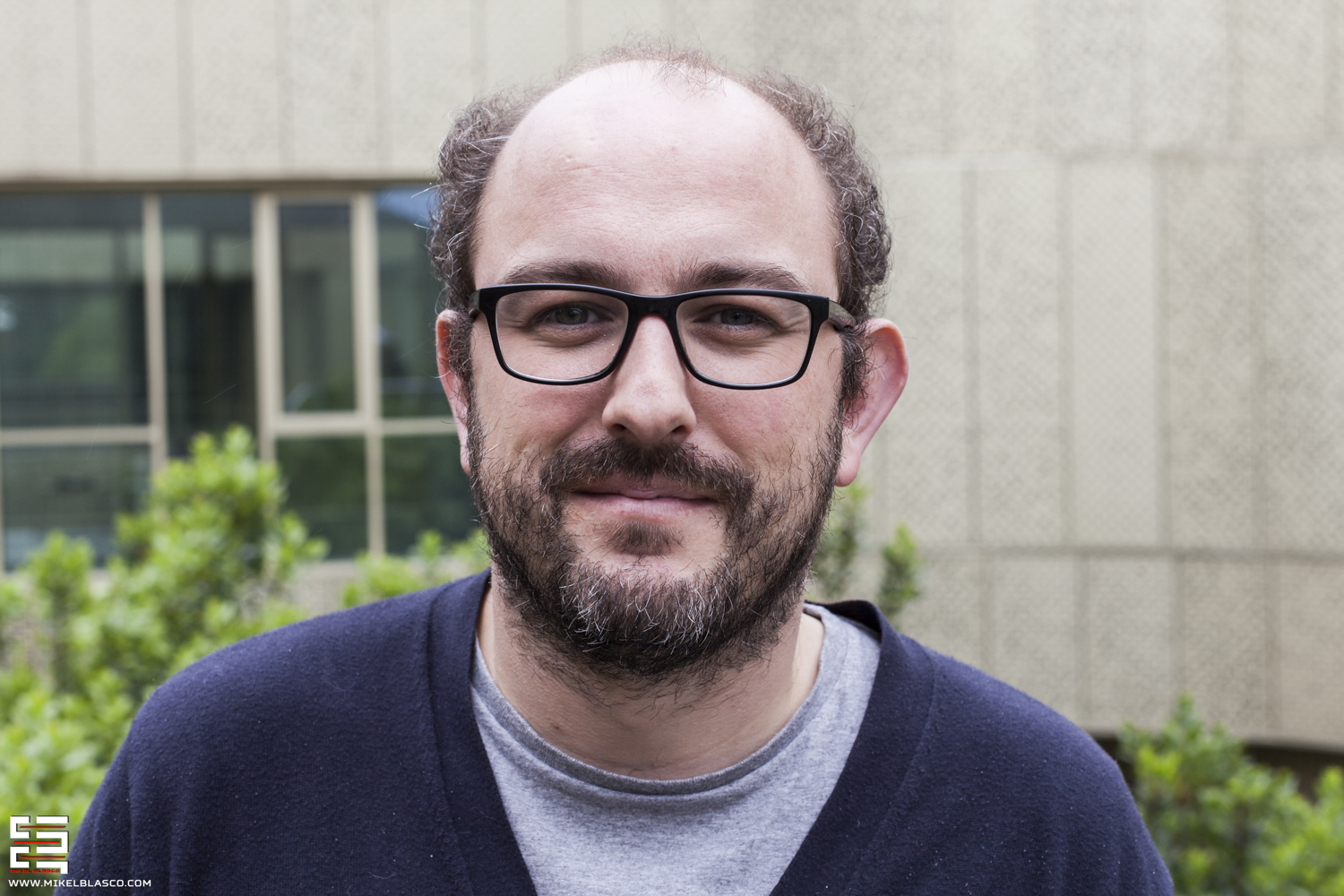
Borja Cobeaga

Borja Cobeaga Eguillor (* 13. Juli 1977 in San Sebastián) ist ein spanischer Regisseur.

## Leben
Borja Cobeaga begann im Alter von neun Jahren zusammen mit seinen Freunden und Klassenkameraden seine ersten Kurzfilme auf Video zu drehen und sie in der Aula seiner Schule vorzuführen. Aus dieser Zeit stammen die Kurzfilme Alto voltaje, Sin escapatoria, Billy Manonegra, Un fantasma superguay und Sangre suicida.
Er schloss sein Studium der audiovisuellen Kommunikation an der Universität des Baskenlandes ab und teilte sich während seiner Studienzeit eine Wohnung mit dem ebenfalls als Regisseur tätigen Nacho Vigalondo. Er war Regisseur, Drehbuchautor und Editor mehrerer Kurzfilme wie Usura (1995), El principio del fin (1996), Cupido es áspero (1998) und El amor en tiempos de burocracia (1999), mit denen er an verschiedenen Festivals teilnahm und mehrere Preise gewann.
Nach seiner Ausbildung begann er beim Fernsehen als Regieassistent zu arbeiten. Im Jahr 2001 führte er bei dem Kurzfilm La primera vez Regie, der 2002 für die 16. Ausgabe des Goya-Preises in der Kategorie Bester Kurzspielfilm nominiert wurde und mehr als 30 Preise in Spanien und im Ausland erhielt. 2003 übernahm er die Regie der Comedy-Sendung Vaya semanita des baskischen öffentlich-rechtlichen Fernsehsenders ETB und wirkte auch an den Drehbüchern mit. Außerdem war er Regisseur bei Fernsehsendungen wie Gran Hermano, Confianza ciega, El submarino und Territorio Champiñón, Regieassistent bei der TVE-Sendung Made in China und Drehbuchautor für Fernsehserien wie Splunge und En buena compañía.
Im Jahr 2005 gründete er zusammen mit Borja Crespo, Nahikari Ipiña, Koldo Serra und Nacho Vigalondo die Produktionsfirmen Arsénico und Sayaka in Bilbao, deren erste Beteiligung der Spielfilm Timecrimes – Mord ist nur eine Frage der Zeit von Nacho Vigalondo war. Im selben Jahr drehte er seinen Kurzfilm Éramos pocos mit Mariví Bilbao, Alejandro Tejería und Ramón Barea, für den er bei der Oscarverleihung 2007 für einen Oscar nominiert wurde. Obwohl der Film mehr als 80 Preise gewann und auf 250 Festivals in der ganzen Welt gezeigt wurde, wurde er nicht für den Goya-Preis nominiert.
Im Jahr 2006 arbeitete er am Drehbuch für den Film La máquina de bailar unter der Regie von Oscar Áibar mit und 2007 drehte er Río Puerco, eines der drei Kapitel von Limoncello, einem Kurzfilm, der eine Hommage an alte Western ist und für die Fotogramas en Corto 2008 nominiert wurde. Anschließend führte er Regie bei Werbespots für Marken wie Heineken und Microsoft. Zudem begann er als Kolumnist für El Periódico de Catalunya und El País zu arbeiten.
Sein erster Spielfilm Pagafantas mit Gorka Otxoa in der Hauptrolle und in Zusammenarbeit mit Diego San José geschrieben, wurde am 24. April 2009 auf dem Malaga Film Festival uraufgeführt und erhielt den Spezialpreis der Kritiker. Der Film kam am 3. Juli 2009 in die kommerziellen Kinos und erzielte gute Einspielergebnisse: Er war der viertmeistgesehene Film in Spanien an seinem Eröffnungswochenende, obwohl er mit großen Produktionen wie Ice Age 3 – Die Dinosaurier sind los oder Transformers – Die Rache konkurrierte. Pagafantas erzielte ein Endergebnis von zwei Millionen Euro. Der Film wurde bei der Goya-Verleihung 2010 zweimal nominiert: Cobeaga selbst als bester neuer Regisseur und sein Hauptdarsteller als bester Newcomer, erhielt jedoch keinen Preis.
Sein zweiter Spielfilm Love Storming kam am 5. Januar 2011 in die Kinos, nachdem er beim Filmfestival von Gijón uraufgeführt wurde. Er zeichnete sich durch eine hervorragende Besetzung mit Schauspielern wie Unax Ugalde, Alexandra Jiménez, Miguel Ángel Muñoz, Mariví Bilbao und Secun de la Rosa aus. Die Einspielergebnisse waren nach dem Erfolg von Pagafantas nicht so gut wie erwartet, und der Film erreichte in Spanien nicht die Millionen-Euro-Marke, dennoch wurde der Film von Kritikern und Publikum gut aufgenommen und gewann im April 2011 den Publikumspreis beim Festival du Cinéma Espagnol in Nantes. 2013 führte er Regie bei Democracia, der auf demselben Festival auch den Preis für den besten Kurzfilm gewann.
Im Jahr 2014 war er am Drehbuch des erfolgreichen Films Ocho apellidos vascos beteiligt. Im selben Jahr wurde in der Sektion Zabaltegi des Internationalen Filmfestivals von San Sebastián sein dritter Spielfilm als Regisseur uraufgeführt, Negociador, eine Tragikomödie, die von den Gesprächen zwischen der spanischen Regierung und der ETA während des Waffenstillstands von 2005 inspiriert ist, wofür er mit dem baskischen Filmpreis Irizar ausgezeichnet wurde.
Später wirkte er zusammen mit Diego San José am Drehbuch von Ocho apellidos catalanes, der Fortsetzung von Ocho apellidos vascos, und an der Verfilmung des Comics Super-Meier mit, der der zweitumsatzstärkste spanische Film des Jahres 2018 wurde.
2017 veröffentlichte er für die Plattform Netflix die Komödie Fe de etarras mit Javier Cámara, Miren Ibarguren, Gorka Otxoa und Julián López in den Hauptrollen. 2019 führte er zusammen mit Nacho Vigalondo bei der Comedy-Fernsehserie Justo antes de Cristo für Movistar+ Regie.

## Filmografie
- 2001: La primera vez (Kurzfilm)
- 2003: Vaya semanita (Fernsehserie)
- 2003: 7:35 de la mañana (Kurzfilm, Rolle)
- 2005: Éramos pocos (Kurzfilm)
- 2007: Limoncello (Kurzfilm)
- 2009: Pagafantes
- 2010: Un novio de mierda (Kurzfilm)
- 2010: Love Storming (No controles)
- 2013: Democracia (Kurzfilm)
- 2014: Negociador
- 2016: En tu cabeza (Episode: Milagros y Remedios)
- 2016: Kalebegiak (Episode: Bidexka)
- 2017: Zanahorio (Kurzfilm)
- 2017: Fe de etarras
- 2019: Justo antes de Cristo (Fernsehserie, 3 Episoden)
- 2020: Vamos Juan (Fernsehserie, 3 Episoden)
- 2022: No me gusta conducir (Miniserie)